# Anton Mohrmann
Anton Mohrmann (geboren 23. Juli 1897 in Ibbenbüren; gestorben 3. Januar 1987 in München) war ein deutscher Diplomat.

## Leben
Anton Mohrmann besuchte das Gymnasium in Rheine. Er machte im September 1916 ein Notabitur und wurde Soldat im Ersten Weltkrieg. Von 1918 bis 1920 studierte er Jura in Münster in Westfalen und Bonn. Seit 1919 war er Mitglied der katholischen Studentenverbindung AV Zollern Münster. Ab Jahresanfang 1921 machte er das Referendariat im preußischen Justizdienst, 1922 wurde er  mit der Dissertation Die objektive und subjektive beschränkte Auseinandersetzung der Erbengemeinschaft in Erlangen promoviert und 1924 legte er das Assessorexamen ab. Anfang 1925 trat er in den Diplomatischen Dienst des Deutschen Reiches ein. 
Mohrmann war in Bukarest, im Vatikan, Madrid und Kowno eingesetzt und ging nach Ausbruch des Zweiten Weltkriegs Anfang 1940 an die Gesandtschaft nach Sofia. Am 17. Januar 1940 beantragte er die Aufnahme in die NSDAP und wurde zum 1. März desselben Jahres aufgenommen (Mitgliedsnummer 7.548.556).
Von September 1944 bis Ende 1953 war er in sowjetischer Kriegsgefangenschaft. 1954 wurde er in den Auswärtigen Dienst der Bundesrepublik aufgenommen und wurde 1956 Botschafter in Bogota. Im Jahr 1962 wurde er pensioniert.